# District d'Haripur
Pour les articles homonymes, voir Haripur.
Le district d'Haripur (en ourdou : ہری پور) est une subdivision administrative de la province Khyber Pakhtunkhwa au Pakistan. Constitué autour de sa capitale Haripur, le district est entouré par le district de Mansehra au nord, le district d'Abbottabad à l'est, les districts de Buner et de Swabi à l'ouest. Au sud, on trouve la province du Pendjab et la capitale fédérale Islamabad.
Créé en 1991, le district de Haripur est peuplé de près de 1,2 million d'habitants en 2023 et parlent surtout hindko. C'est une région montagneuse et rurale, qui vit surtout de l'agriculture. On trouve néanmoins des industries et des centrales hydroélectriques, l'économie locale étant stimulée par la proximité d'Islamabad. C'est également l'un des districts les plus instruits de la province. 

## Histoire

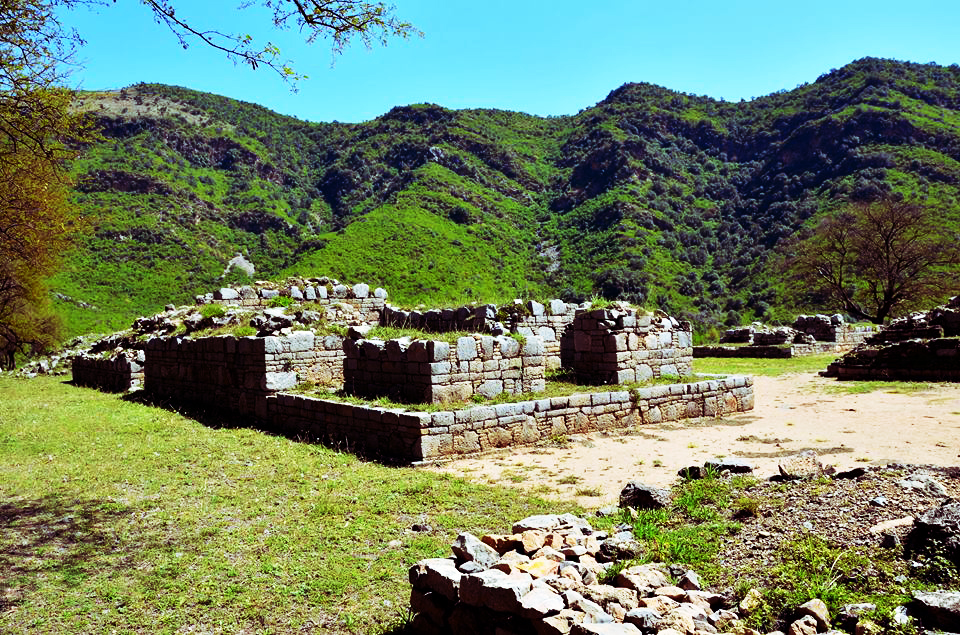
Le stūpa de Bhamala.

Haripur possède un riche patrimoine historique, dont plusieurs sites bouddhistes hérités de la civilisation Gandhara, comme le stūpa de Bhamala qui date du IVe siècle. La région a été sous la domination de diverses puissances au cours de l'histoire, notamment le Sultanat de Delhi puis l'Empire moghol. Elle a ensuite été prise par l'Empire sikh en 1818, puis en 1848, elle est conquise par le Raj britannique.
Lors de l'indépendance vis-à-vis de l'Inde en 1947, la zone majoritairement musulmane rejoint le Pakistan lors de la partition des Indes. Des minorités hindoues et sikhes quittent alors la région pour rejoindre l'Inde. Le district d'Haripur est créé en 1991 en séparant l'ancien tehsil du même nom du district d'Abbottabad.

## Démographie

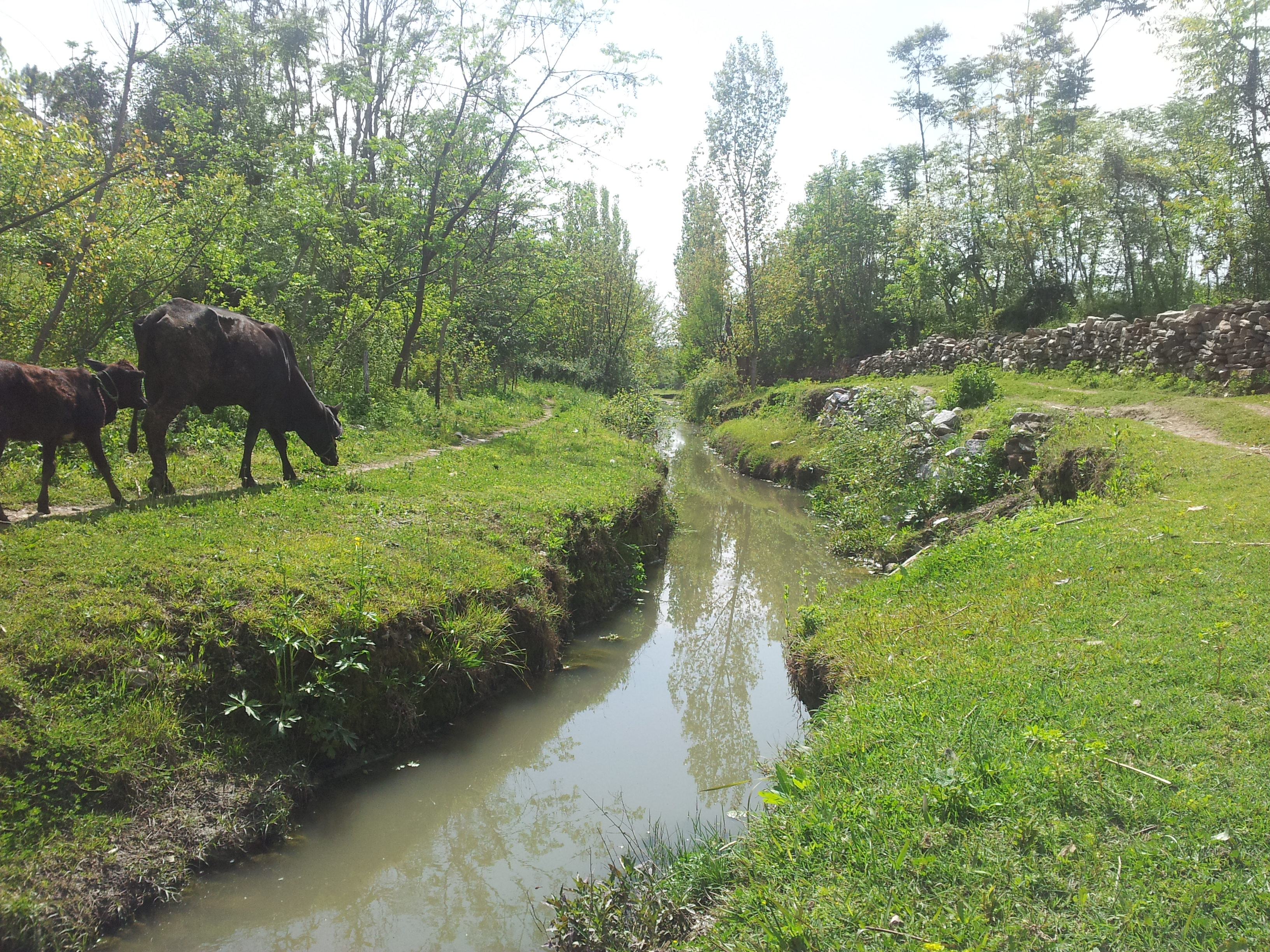
Paysage du district et bétail.

Lors du recensement de 1998, la population du district a été évaluée à 692 228 personnes, dont près de 12 % d'urbains. Le taux d'alphabétisation était de 54 % environ, largement supérieur à la moyenne nationale de 44 % et provinciale de 35 %. Il se situe à 70 % pour les hommes et 37 % pour les femmes, soit un différentiel de 33 points, bien supérieur aux 23 points pour l'ensemble du pays mais semblable à celui de la province de 32 points.
Le recensement suivant mené en 2017 pointe une population de 1 003 031 habitants, soit une croissance annuelle de 1,97 %, inférieure aux moyennes provinciale et nationale de 2,9 % et 2,4 % respectivement. Le taux d'urbanisation reste lui semblable, à 13 % tandis que l'alphabétisation grimpe à 72 %, dont 83 % pour les hommes et 62 % pour les femmes.
D'après le recensement de 2023, la population atteint 1,17 million habitants, avec une urbanisation stable. L'alphabétisation progresse un peu, à 75 %, bien mieux que la moyenne provinciale de 51 %, dont 84 % pour les hommes et 66 % pour les femmes.
L'hindko est de loin la langue la plus parlée dans le district, ce dernier étant contenu dans la région Hazara. Il s'agit d'une langue lahnda proche du pendjabi, typique de la région et différente de la langue majoritaire dans la province, le pachto. Il est parlé par près de 80 % des habitants d'après le recensement de 2023 alors que 15 % parlent pachto. 
La population est très majoritairement musulmane, à hauteur d'environ 99,7 % en 2023. Les minorités religieuses sont très faiblement représentées, puisqu'on dénombre 3 600 chrétiens (0,2 %), 48 hindous et 94 ahmadis. Avant 1947, les hindous et les sikhs étaient nombreux dans le territoire qui correspondait au district actuel. Avec la partition de l'Inde et la création du Pakistan, plus de 90 % des hindous et des sikhs du district sont partis en Inde.    

## Éducation

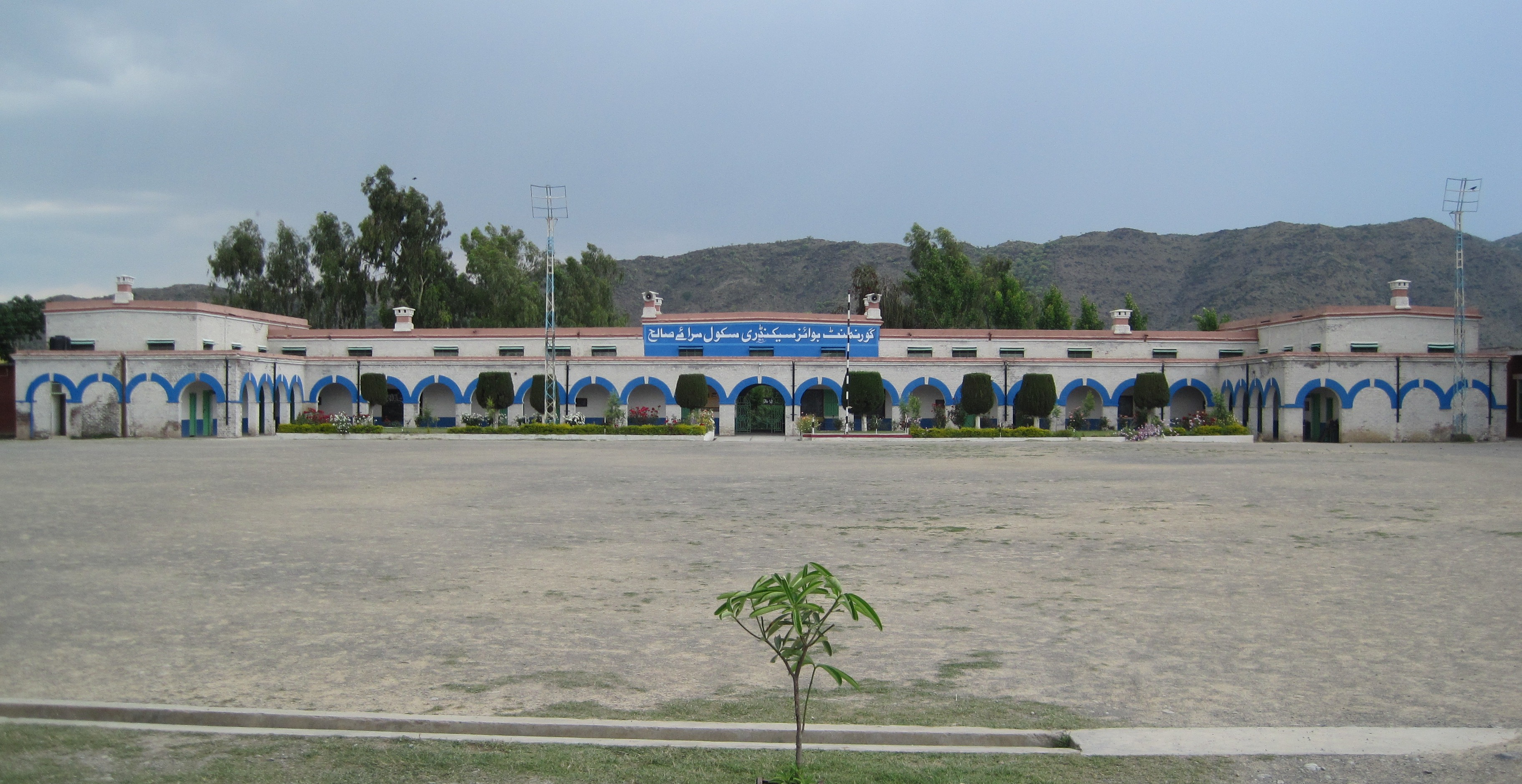
Le collège de Sarai Saleh.

Le district d'Haripur présente des niveaux d'instructions relativement élevés au niveau de la moyenne nationale, et plus encore en comparaison de sa province de Khyber Pakhtunkhwa. En 2016, il est classé à la 20e position sur 145 districts en termes d'éducation primaire, avec un enrôlement moyen de 81 %. Il s'agit de la troisième meilleure performance provinciale. Il est un peu moins bien classé en termes d'enrôlement dans l'éducation secondaire, avec une moyenne de 53 %.
Selon le recensement de 2017, 89 % des enfants âgés de 10 à 14 ans sont scolarisés, dont 93 % des garçons et 86 % des filles.
En 2012, l'Université de Haripur ouvre dans le district. 

## Administration

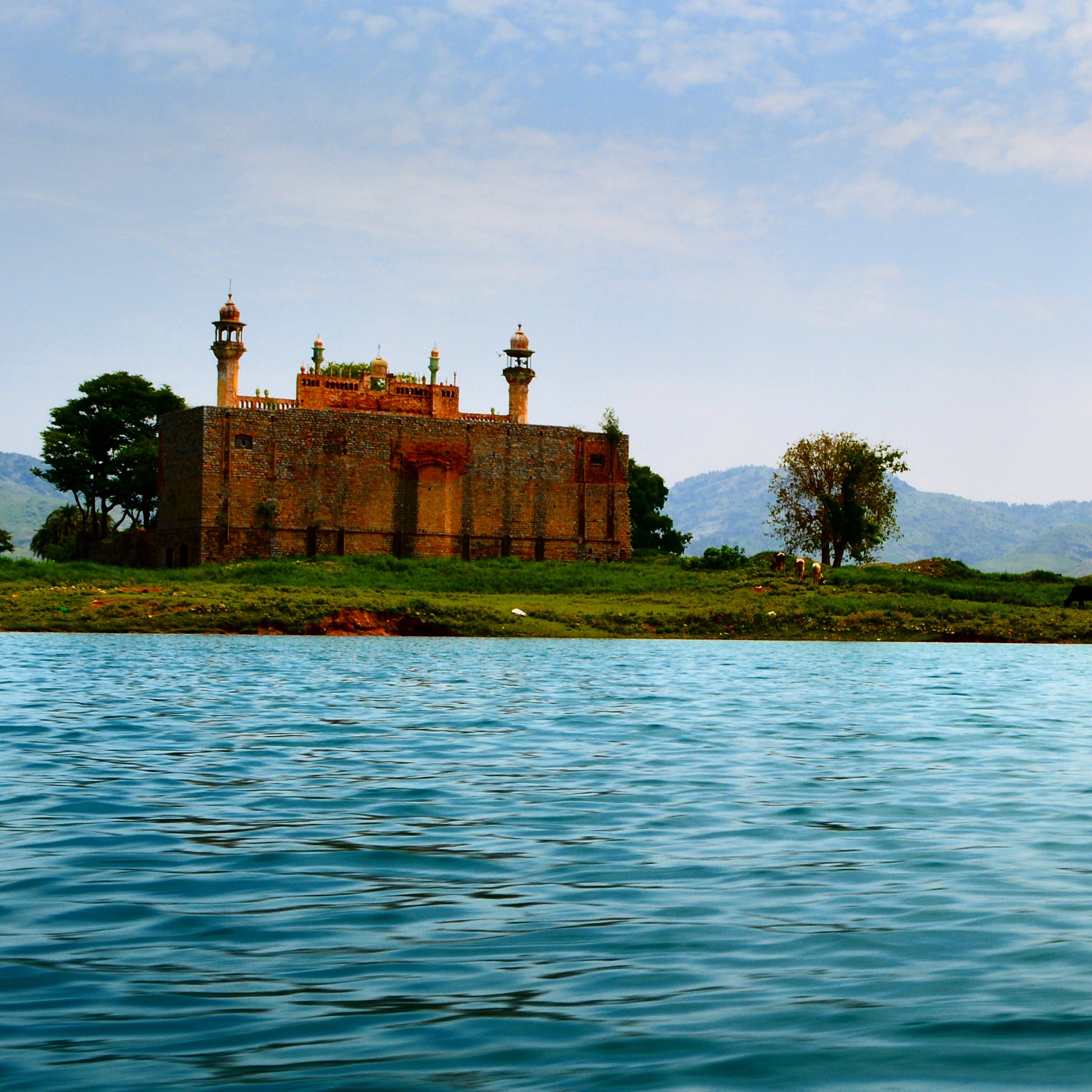
Mosquée sur la rive du lac de Khanpur.

Le district est divisé en deux tehsils, Haripur et Ghazi, ainsi que 45 Union Councils. Le premier tehsil est nettement plus important, car en plus d'abriter la capitale du district, il réunit 86 % de la population. 
| Tehsil  | Population (rec. 2017) |
| ------- | ---------------------- |
| Haripur | 836 058                |
| Ghazi   | 151 839                |
| Khanpur | 186 886                |

Le district compte seulement deux villes d'après le recensement de 2023. Il s'agit de la capitale Haripur et de Khalabat, qui regroupent à elles seules près de 13 % de la population totale du district.
| Ville    | Population (rec. 2023) |
| -------- | ---------------------- |
| Haripur  | 91 915                 |
| Khalabat | 55 850                 |

## Économie et transports

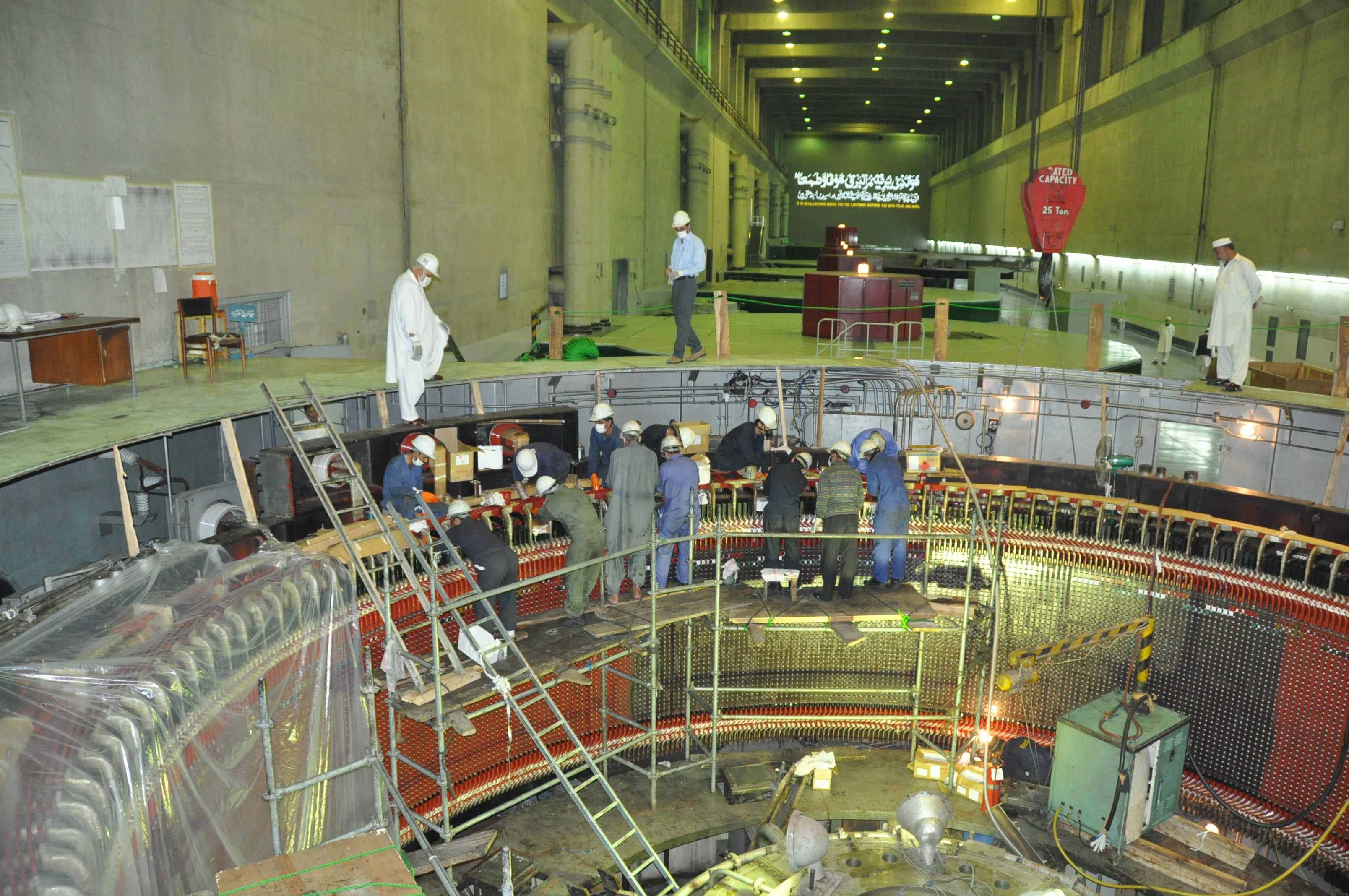
Générateur du barrage de Tarbela.

Le district d'Haripur connait un certain développement économique et industriel. On y trouve en effet le barrage de Khanpur et surtout le barrage de Tarbela, qui produisent de l'électricité et fournissent des réserves en eaux pour l'économie locale. L'industrie locale produit du phosphate qui sert d'engrais pour l'agriculture. 
Le développement local est impulsé par la proximité de la capitale fédérale Islamabad. La population vit toutefois surtout de l'agriculture, assez développée dans le district.
La ville d'Haripur est desservie par une voie de chemin de fer qui relie Taxila à Havelian et est aussi traversé par la stratégique route du Karakorum.

## Politique
De 2002 à 2018, le district est représenté par les quatre circonscriptions no 49 à 52 à l'Assemblée provinciale de Khyber Pakhtunkhwa. Lors des élections législatives de 2008, elles ont été remportées par deux indépendants, un candidat du Muttahida Majlis-e-Amal et un autre de la Ligue musulmane du Pakistan (N), et durant les élections législatives de 2013, par un candidat de la Ligue (N), un indépendant et deux du Mouvement du Pakistan pour la justice.
Avec le redécoupage électoral de 2018, Haripur est représenté par la circonscription no 17 à l'Assemblée nationale et par les trois circonscriptions no 40 à 42 à l'Assemblée provinciale. Lors des élections de 2018, elles sont remportées par trois candidats du Mouvement du Pakistan pour la justice, dont Omar Ayub Khan, et un indépendant. 
| Parti                                       | Voix (national) | %       | Élus nationaux | Élus provinciaux |
| ------------------------------------------- | --------------- | ------- | -------------- | ---------------- |
| Mouvement du Pakistan pour la justice       | 173 125         | 51,59 % | 1              | 2                |
| Ligue musulmane du Pakistan (N)             | 133 158         | 39,68 % | 0              | 0                |
| Autres partis                               | 22 780          | 6,79 %  | 0              | 0                |
| Indépendants                                | 6 495           | 1,94 %  | 0              | 1                |
| Total exprimés (participation : 52,22 %)    | 335 558         | 100 %   | 1              | 3                |
| Source : Commission électorale du Pakistan. |                 |         |                |                  |